# Brstovnica
Brstovnica je naselje v Občini Laško.